# زاوية سيدي عبد السلام (تيزكيت)
زاوية سيدي عبد السلام هي إحدى مشيخات المملكة المغربية، تتبع جغرافيا لإقليم إفران وإداريًا لتيزكيت. يقدر عدد سكانها بـ 1325 نسمة حسب الإحصاء الرسمي للسكان والسكنى لسنة 2004.